# Torteval (Guernesey)
Pour les articles homonymes, voir Torteval.
Torteval ou Tortévas (vallée tortueuse, en guernesiais) est une paroisse du bailliage de Guernesey dans les îles de la Manche. Son nom apparaît sous la même forme  en anglais.

## Géographie
Située à l'extrémité sud-ouest de l'île de Guernesey, Torteval est la plus petite des dix paroisses. Le territoire de la paroisse est aujourd'hui formé de deux parties distinctes séparées par la paroisse de Saint-Pierre-du-Bois : on réserve le nom de Pleinmont-Torteval à la partie occidentale, péninsulaire qui forme la pointe de Pleinmont, par opposition avec la partie orientale appelée tout simplement Torteval.
La côte est formée de falaises escarpées qui s'élève jusqu'à 70 mètres d'altitude au mont Hérault. Au nord-ouest se trouve le petit port de Portelet.

## Monuments

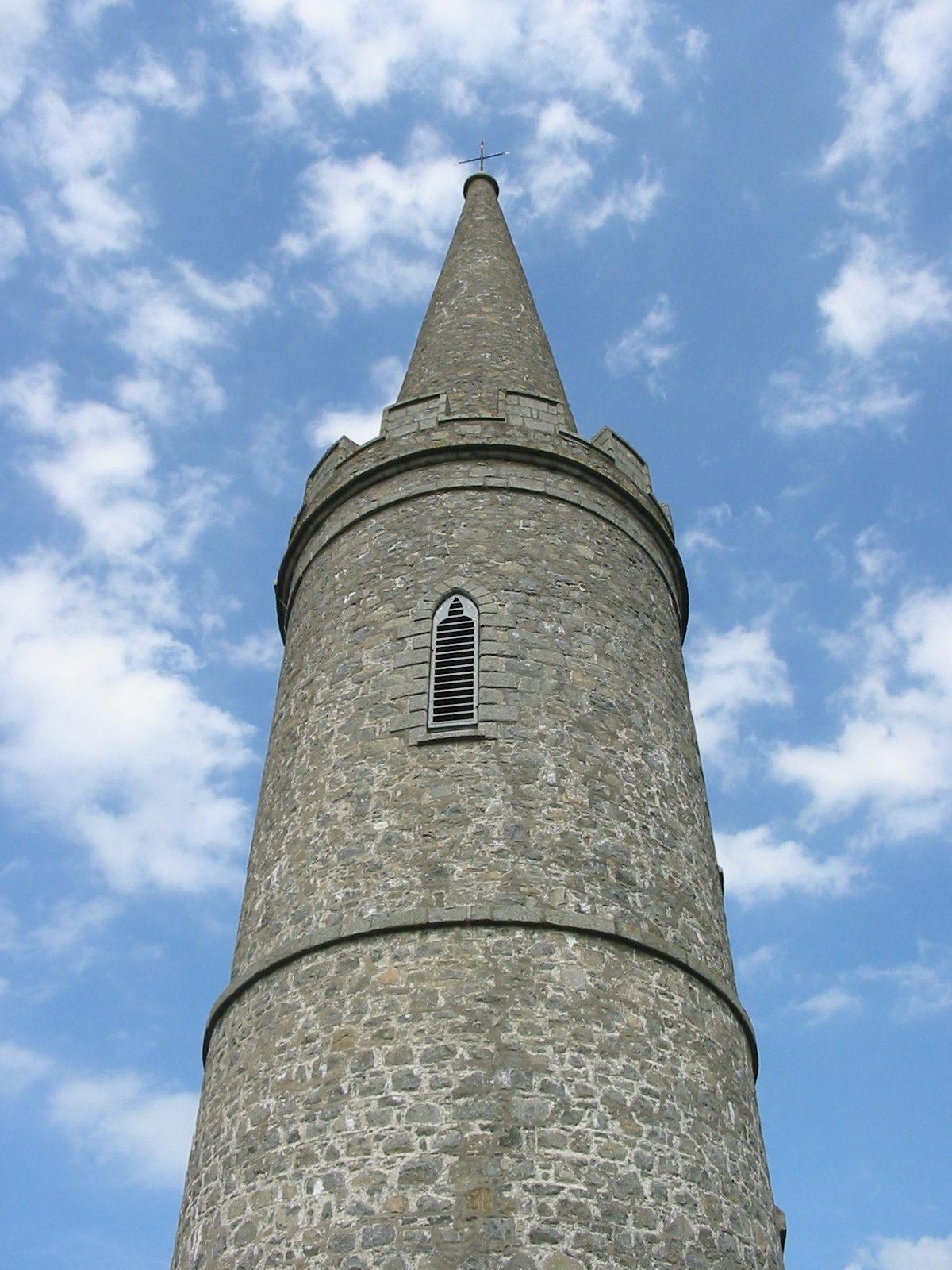
le clocher de l'église de Torteval.

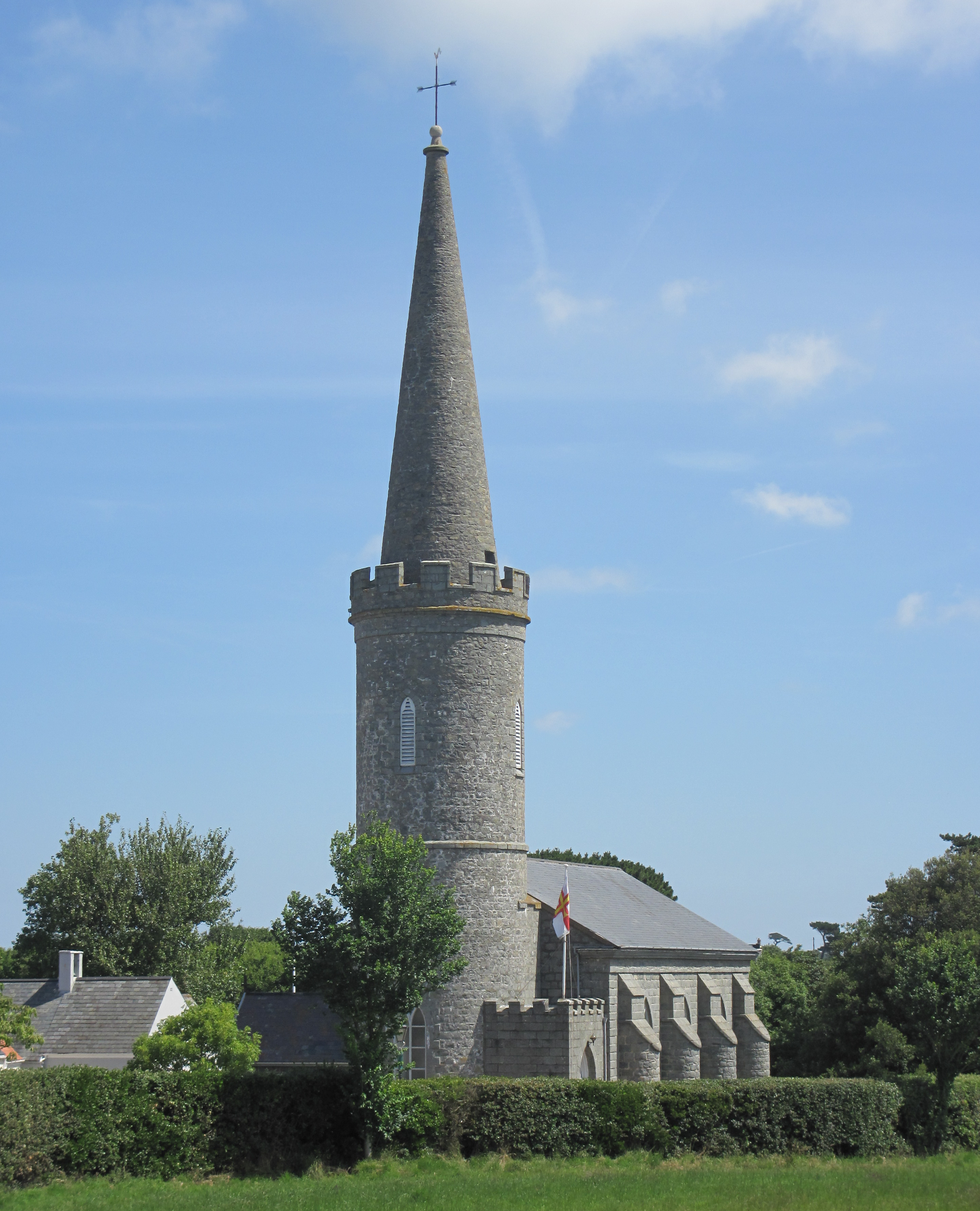
Vue générale de l'église de Torteval.

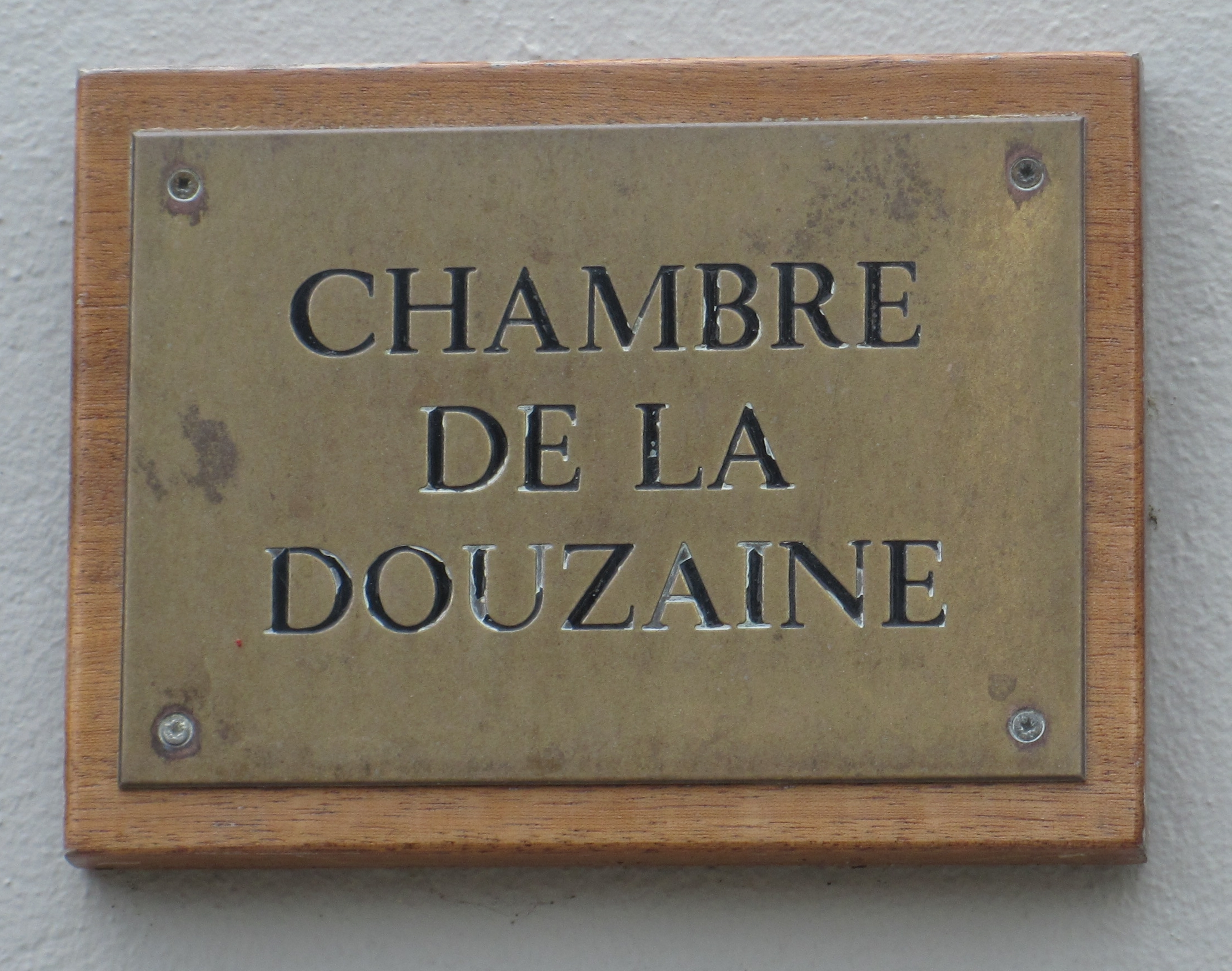
Chambre de la Douzaine de Torteval.

La flèche de l’église construite en 1818 est la plus haute de toutes celles de l’île et en fait un amer remarquable.

## Histoire
Durant les guerres napoléoniennes, les autorités des États de Guernesey, ont fait édifier une maison de guet sur les hauteurs du mont Hérault, afin de surveiller d'éventuelles attaques de troupes françaises.
Pendant la Seconde Guerre mondiale, les troupes d'occupation allemandes, ont fait construire plusieurs blockhaus sur la ligne de crête côtière.

## Administration
| Période                                             | Identité | Qualité |
| --------------------------------------------------- | -------- | ------- |
| Années                                              | ?        | ?       |
| Les données antérieures ne sont pas encore connues. |          |         |

## Démographie
Les Tortevalais sont appelés « ânes à pid dé ch'fa » (les ânes à pied de cheval).

## Paroisse limitrophe
- Saint-Pierre-du Bois.